# 이본 리들리

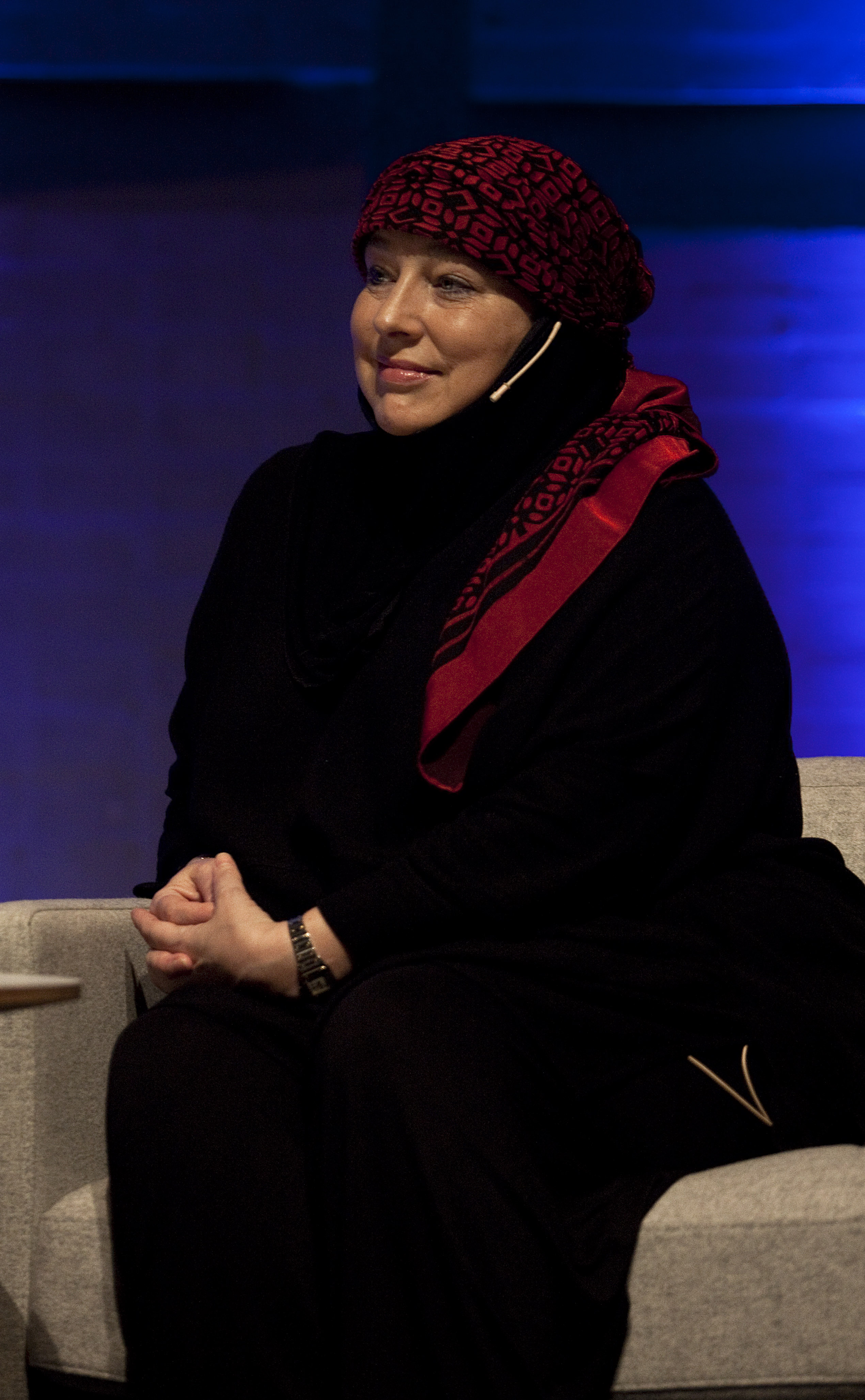
이슬람교로 개종한 후의 이본 리들리

이본 리들리(Yvonne Ridley, 영국 잉글랜드 더럼주 스탠리 출생, 1958년 4월23일 - )는 영국의 언론인이다. 그녀는 2001년 9월 아프가니스탄에서 잠입 취재를 하던 도중 탈레반에게 피랍되었다가 풀려난 사건으로 이름이 널리 알려졌다. 2003년 8월 이슬람교로 개종했다.

## 경력
그녀는 영국의 선데이타임즈, 옵저버, 인디펜던트 온 선데이, 선데이 익스프레스 등 유명 신문사에서 일했다. TV와 라디오에까지 진출하여 이라크,아프가니스탄 관련 다큐멘터리 제작에도 참여했다. 피랍에서 풀려난 이후, 그녀는 알 자지라 방송국 영어사이트 총괄책임을 맡기도 했으며, 그 후에는 이란의 테헤란에 기반을 두고 있는 위성방송 프레스TV의 런던 특파원으로 일했다. 그녀는 정치에도 참여하여, 영국 노동당의 이라크전쟁 찬성 등 우경화를 비판하는 존중당에 입당해 2004년 유럽의회 선거와 2005년 영국 총선에 출마하기도 했다.

## 피랍
선데이 익스프레스의 기자로 일하던 중 2001년 9월 아프가니스탄 전쟁 취재를 위해 비밀리에 잠입했다 탈레반에게 납치되어 11일 동안 억류되었다가 풀려났다.

## 개종
그녀는 피랍 중 탈레반의 개종 요구를 거부했지만, 풀려나면 꾸란을 읽겠다는 약속을 했다. 풀려난 이후 그녀는 정말로 꾸란을 읽기 시작했고, 이슬람교가 여성을 무시하는 종교가 아니란 것을 알게 되었다. 그리고 2003년 8월 이슬람교로 개종했다.

## 참조
1. ↑  《이슬람을 선택한 사람들의 이야기》, 장 후세인, 젠나무민북스, p15, 2012년